# هاینریش نویهاوس
هاینریش نویهاوس (آلمانی: Heinrich Neuhaus؛ ۱۲ آوریل ۱۸۸۸–۱۰ اکتبر ۱۹۶۴) با نام اصلی «گِنریخ گوستاوویچ نِـیگُز» (روسی: Ге́нрих Густа́вович Нейга́уз؛ Genrikh Gustavovič Nejgauz) نام یک مدرس موسیقی و نوازنده پیانو لهستانی‌تبار اهل اتحاد جماهیر شوروی بود.
هاینریش پیانیستی خودآموخته بود و در دوران کودکی تحت تأثیر موسیقی کارول شیمانوفسکی قرار داشت و البته در دورانی از زندگی هنری خود، از آموزش‌های استادانی چون لئوپولد گودوفسکی بهره‌مند شد.
وی از سال ۱۹۲۲ تا ۱۹۶۴ میلادی، مدرس پیانو و موسیقی در کنسرواتوار دولتی چایکوفسکی مسکو بود و در سال ۱۹۵۶ میلادی موفق به دریافت عنوانِ «هنرمند مردمی» جمهوری فدراتیو سوسیالیستی روسیه شوروی شد.
کتاب آموزشی او به نام «هنر نواختن پیانو» (۱۹۵۸) یکی از معتبرترین و پراستفاده‌ترین کتاب‌های آموزش پیانو محسوب می‌شود.